# دمسيسة ناصعة
دمسيسة ناصعة أو أمبروزية ناصعة (الاسم العلمي: Ambrosia nivea) هي نوع من النباتات تتبع جنس الدمسيسة من الفصيلة النجمية.